# تپه سفید کن ۳
تپه سفید کن ۳ مربوط به عصر مس - عصر آهن است و در شهرستان بروجرد، بخش مرکزی، دهستان شیروان، ۱۲۰۰ متری جنوب روستای قلعه نوشوکتی واقع شده و این اثر در تاریخ ۲۸ اسفند ۱۳۸۵ با شمارهٔ ثبت ۱۸۳۵۰ به‌عنوان یکی از آثار ملی ایران به ثبت رسیده‌است.